# Exhibiting Forgiveness
Exhibiting Forgiveness è un film del 2024 scritto e diretto da Titus Kaphar.

## Trama
L'artista afroamericano Terrel viene considerato un astro nascente nel panorama dell'arte moderna, grazie alle sue opere che esplorano i traumi infantili e gli abusi subiti dal padre La'Ron. Dopo molti anni, il padre, un ex tossicodipendente, torna nella vita del figlio in cerca del suo perdono.

## Promozione
Il primo trailer è stato diffuso il 22 agosto 2024.

## Distribuzione
Il film è stato presentato in anteprima assoluta al Sundance Film Festival il 20 gennaio 2024, prima di essere distribuito nelle sale statunitensi il 18 ottobre successivo.

## Accoglienza
Il film è stato accolto positivamente dalla critica internazionale. L'aggregatore di recensioni Rotten Tomatoes riporta un indice di gradimento del 95%.

## Riconoscimenti
- 2024 - Sundance Film Festival
  - In concorso per il Gran premio della giuria: U.S. Dramatic